# Manuel Alonso Martínez
Manuel Alonso Martínez, né le 1er janvier 1827 à Burgos et mort le 13 janvier 1891 à Madrid, est un juriste et homme politique espagnol.

## Biographie
Après des études de droit, de philosophie et de littérature à Madrid, il exerce le métier d'avocat dans sa ville natale, Burgos. Pendant le Biennat progressiste, il est député de la province de Burgos ; de 1855 à 1856, il est ministre de l'Équipement dans le gouvernement de Baldomero Espartero, travaillant notamment au financement du Canal de Isabel II. Alonso Martínez rejoint l'Union libérale de Leopoldo O'Donnell en 1857, alors qu'il est gouverneur civil de Madrid. De 1865 à 1866, il est ministre des Finances.
Il quitte ensuite la vie politique, et est élu président de l'Académie royale de jurisprudence et de législation en 1869 ; il consacre son temps à des travaux de droit. En 1875, Alonso Martínez est nommé président de la commission chargée de rédiger le projet sur lequel va s'appuyer la Constitution de 1876, après la restauration des Bourbons en la personne d'Alphonse XII. Il participe également à la rédaction du Code civil, considéré comme une de ses plus importantes réalisations.
Sa carrière politique reprend en 1881, lorsqu'il est nommé ministre de la Grâce et de la Justice dans le gouvernement de Práxedes Mateo Sagasta ; en 1890, il est élu président du Congrès des députés. À sa mort, sa veuve, Doña Demetria Martín y Baraya, reçoit le titre de marquise d'Alonso Mártinez - titre actuellement porté par Don Manuel Alonso-Martínez Grisone.

## Hommages
Une place de Madrid, ornée d'un monument le représentant, ainsi que la station de métro très fréquentée qui y débouche portent son nom.